# Pidder Lyng
Pidder Lyng (på tysk Pidder Lüng) er en litterær figur, skabt af forfatteren Christian Peter Hansen (1803-1879). Det litterære stof blev senere grundlaget for en ballade, skrevet af den tyske forfatter Detlev von Liliencron (1844–1909).
Handlingen drejer sig om den unge fisker Pidder Lyng, som levede ved Budersand i Hørnum på Sild i anden halvdel af 1400-tallet og som modsatte sig skattekravene, som den dansk-holstenske amtsmand Henning von Pogwisch's søn fra Tønder, opkrævede. Under den ophidsede strid spyttede amtsmandens søn i familiens grønkålgryde, hvorefter Pidder blev grebet af vrede og kvælede amtsmandens søn i gryden. Pidder flygtede og levede i en periode som sørøver, inden han blev fanget og hængt i Munkmarsk i Kejtum Sogn i 1515. 
Figuren Pidder Lyng personificerer (nord)frisernes frihedsvilje, amtsmandens søn derimod øvrigheden, her den tysk-holstenske familie Pogwisch i dansk tjeneste. Selve figurens navn er hentet fra den nederlandsk-frisiske legende om den Lange eller Store Pier. Christian Peter Hansens 1. personfortæller hævdede, at han havde modtaget historier og folkesagn fra Maiken Nis Takens fra Rantum.
En kendt digt fra balladen er:
Frii es de Feskfang,

frii es de Jaght,

frii es de Strönthgang,

frii es de Naght,

frii es de See, de wilde See,

en de Hornemmer Rhee.

Fri er fiskeriet,

fri er jagten,

fri er strandgangen,

fri er natten,

fri er havet, det vilde hav,

ved Hørnum Rev